# Яньянбуре
Яньянбуре (англ. Janjanbureh или англ. Jangjangbureh) — город в Гамбии, административный центр округа Центральная Река.

## Описание
В 1823 году Остров Маккарти, расположенный на реке Гамбия был куплен британским капитаном Александром Грантом в обмен на ежегодные выплаты местному вождю, предназначенные для поселения освобожденных рабов. В том же году был основан город под названием Джорджтаун который был вторым по величине городом в стране.
К 1840-м годам торговый пост расположенный в городе уже вёл стабильную торговлю шкурами, воском и слоновой костью; это был самый дальний пост, расположенный вверх по реке, который контролировала колониальная администрация. В 1880 году в городе проживало 1263 человека, из которых только один был европейцем.
В 1995 году город Джорджтаун был переименован в Яньянбуре.
По данным переписи 2013 года в городе проживает 127333 человека.
В городе родился историк Йельского университета Ламина Саннеха.
На остров можно попасть по мосту с южного берега, а также на небольших паромах или правительственном пароме с северного берега. В настоящие время город наиболее известен как место расположения главной тюрьмы Гамбии. Главной туристической достопримечательностью являются каменные круги Вассу, расположены в 22 км к северо-западу от Ламин-Кото, на северном берегу напротив Яньянбуре.

## Галерея

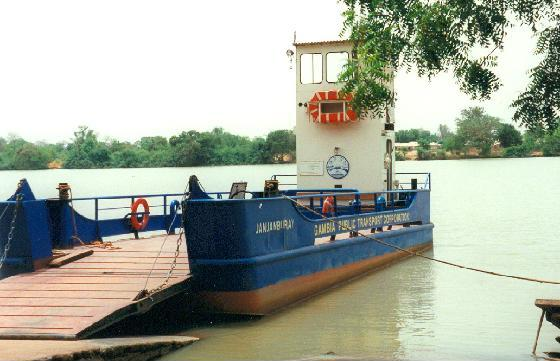
Паром в Яньянбуре
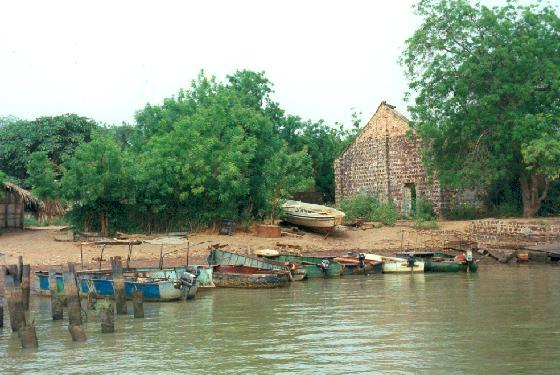
Дом рабов, музей работорговли
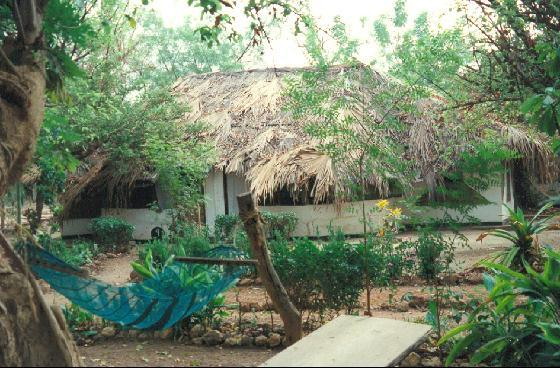
Хижина в лагере Яньянбуре